# Vláda Gustava Bauera
Vláda Gustava Bauera byla druhá vláda Německé říše v období Výmarské republiky působící od 21. června 1919 do 27. března 1920.
Měla 14 (později 13) členů a tvořila ji po většinu času koalice Sociálnědemokratické strany Německa (SPD), Centra a Německé demokratické strany (DDP). Portfeje byly původně rozděleny v poměru 8:4:2. Zpočátku se koalice skládala pouze z SPD a Centra, jelikož DDP odmítla podpis Versailleské smlouvy (koalice měla 256 poslanců z celkových 423). Němečtí demokraté se připojili k vládě až 3. října 1919 a vláda následně disponovala 330 poslanci. Kabinet rezignoval na konci března 1920 kvůli Kappově puči. 

## Vznik vlády
Vláda vznikla ve velké časové tísni. Předchozí kabinet Philippa Scheidemanna nebyl schopný najít shodu ohledně podpisu Versailleské smlouvy. Sociální demokraté a katolíci z Centra byli pro podepsání, jelikož se obávali obsazení celého Německa dohodovými vojsky a následné občanské války. Levicoví liberálové z Německé demokratické strany naopak naléhali na revizi smlouvy. Pětidenní ultimátum pro schválení smlouvy bylo téměř pryč, tak ráno 21. června 1919 vznikl nový kabinet pouze ze zástupců sociálních demokratů a Centra. Ministerským předsedou se stal sociální demokrat Gustav Bauer, který zastával v předchozí vládě post ministra práce. Někteří ministři jako Gustav Noske (obrana), Rudolf Wissell (hospodářství) a Robert Schmidt (výživa) byli považováni za nepostradatelné a udrželi si své pozice i v nové vládě.

## Politika vlády
Bauer si byl vědom možnosti útoku spojenců ze západu a spojil se s maršálem Hindenburgem ohledně obrany země. Hindenburg potvrdil, že německé vojsko je zcela v rozkladu a s účinnou obranou země nelze počítat. Vláda následně předložila sněmu mírovou smlouvu, kterou doporučila schválit. Dokument byl 22. června 1919 schválen 237 poslanci, proti jich bylo 138. Ministr zahraničí Hermann Müller a ministr kolonií Johannes Bell odjeli po hlasování do Paříže a podepsali Versailleskou smlouvu za Německo. Bauerova vláda hned od svého počátku upadla v nelibost pravicově laděných Němců, kteří viděli v přijetí nadiktované smlouvy ponížení Německa. 
V srpnu 1919 vešla v platnost nová ústava (více: Výmarská ústava), Bauer se stal oficiálně kancléřem a ve stejný měsíc schválila vláda zákon o říšském vypořádání (německy: Reichssiedlungsgesetz), který přerozdělil část půdy velkých statkářů mezi malé rolníky. Další sociální reformou v říjnu 1919 bylo zavedení paušální částky 50 marek pro pojištěné rodičky a vyplácení odškodnění po dobu 10 týdnů od narození dítěte. Zvýšena byla podpora v nezáměnnosti a od února 1920 byla povinnost mít v každé továrně s více než 20 zaměstnanci závodní radu, která měla zajišťovat lepší komunikaci mezi dělníky a vedoucími pracovníky.  

## Konec vlády
Dne 10. ledna 1920 vešla v platnost Versailleská smlouva, ve které se Německo zavázalo snížit početní stav armády na 100 000 mužů. V daném okamžiku měli Němci ve zbrani na 350 000 vojáků, z kterých na 250 000 patřilo k Freikorps. Nacionalistické polovojenské jednotky využívala vláda k potlačení levicových povstání po celém Německu (v lednu 1919 v Berlíně a Brémách a v březnu 1919 opět v Berlíně a v Bavorsku). Termín pro splnění byl stanoven na konec března 1920. Polovojenské organizace se odmítly dobrovolně odzbrojit a pod vedením generálů  Lüttwitze a Kappa se pokusili svrhnout vládu (více: Kappův puč). Vojáci obsadili vládní čtvrť v Berlíně a Kapp se prohlásil kancléřem. Vláda prchla z města do Drážďan a následně do Stuttgartu a jako odpověď vyhlásila generální stávku, ke které se přidala většina populace. Puč po několika dnech zkolaboval, ale v Porúří stávka přerostla do dalšího levicového povstání. Vláda se 20. března 1920 vrátila do Berlína a nařídila konec stávky. Odbory odmítly s vládou spolupracovat a požadovaly její demisi a nové volby. Bauerův kabinet v bezvýsledné situaci na obě podmínky kývl a podal demisi 27. března 1920 (po 280 dnech vládnutí). Nová vláda pod vedením sociálního demokrata Müllera (více: vláda Hermanna Müllera) měla dovést Německo k předčasným volbám v červnu 1920. 

## Seznam členů vlády

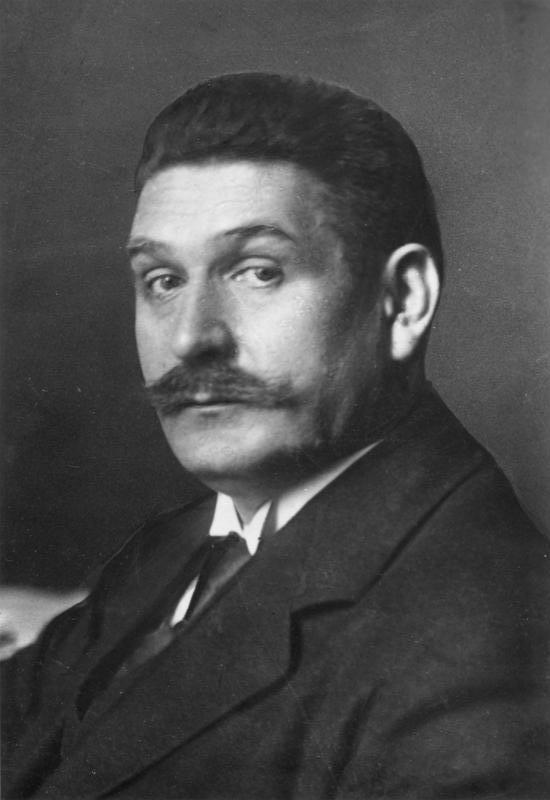
Ministerský předseda Gustav Bauer

| Funkce                                                       | Ministr            | Strana | Strana  | Nástup do úřadu   | Odchod z úřadu    |
| ------------------------------------------------------------ | ------------------ | ------ | ------- | ----------------- | ----------------- |
| Ministerský předseda (od 14. srpna 1919 Říšský kancléř)      | Gustav Bauer       |        | SPD     | 21. června 1919   | 27. března 1920   |
| Zástupce ministerského předsedy (Zástupce říšského kancléře) | Matthias Erzberger |        | Centrum | 21. června 1919   | 3. října 1919     |
| Zástupce ministerského předsedy (Zástupce říšského kancléře) | Eugen Schiffer     |        | DDP     | 3. října 1919     | 27. března 1920   |
| Ministr zahraničí                                            | Hermann Müller     |        | SPD     | 21. června 1919   | 27. března 1920   |
| Ministr vnitra                                               | Eduard David       |        | SPD     | 21. června 1919   | 3. října 1919     |
| Ministr vnitra                                               | Erich Koch-Weser   |        | DDP     | 3. října 1919     | 27. března 1920   |
| Ministr spravedlnosti                                        | Eugen Schiffer     |        | DDP     | 3. října 1919     | 27. března 1920   |
| Ministr financí                                              | Matthias Erzberger |        | Centrum | 21. června 1919   | 12. března 1920   |
| Ministr hospodářství                                         | Rudolf Wissell     |        | SPD     | 21. června 1919   | 15. července 1919 |
| Ministr hospodářství                                         | Robert Schmidt     |        | SPD     | 15. července 1919 | 27. března 1920   |
| Ministr výživy                                               | Robert Schmidt     |        | SPD     | 21. června 1919   | 27. března 1920   |
| Ministr práce                                                | Alexander Schlicke |        | SPD     | 21. června 1919   | 27. března 1920   |
| Ministr obranných sil                                        | Gustav Noske       |        | SPD     | 21. června 1919   | 22. března 1920   |
| Ministr dopravy                                              | Johannes Bell      |        | Centrum | 21. června 1919   | 27. března 1920   |
| Ministr kolonií                                              | Johannes Bell      |        | Centrum | 21. června 1919   | 7. listopadu 1919 |
| Ministr pošt                                                 | Johannes Giesberts |        | Centrum | 21. června 1919   | 27. března 1920   |
| Ministr říšských klenotů                                     | Wilhelm Mayer      |        | Centrum | 21. června 1919   | 30. ledna 1920    |
| Ministr bez portfeje                                         | Eduard David       |        | SPD     | 3. října 1919     | 27. března 1920   |
| Ministr znovuobnovy                                          | Otto Geßler        |        | DDP     | 25. října 1919    | 27. března 1920   |